# Bombardamento aereo su Savona del 30 ottobre 1943
Il bombardamento del 30 ottobre 1943 fu un attacco aereo avvenuto durante la seconda guerra mondiale nella città di Savona, in Liguria.
Causò gravi danni ad alcune zone del centro storico medievale savonese, si verificarono crolli di alcuni edifici ma sostanzialmente grandissima parte del tessuto urbano antico della città ne uscì indenne, i danni avrebbero potuto essere facilmente riparati ed i palazzi crollati, ricostruiti. Molti edifici, soprattutto quelli prospicienti la Calata della Darsena Vecchia, furono fatti evacuare per ordine del Comando Militare di Occupazione Tedesco, quest'area, comprendente alcuni palazzi di estrema valenza storica, tra i quali palazzo Gavotti ed il palazzo di Giustizia che si affacciavano su piazza delle Erbe, fu integralmente demolita dopo la fine della guerra ad opera del Genio Civile nonostante la stragrande maggioranza degli edifici non avesse subito alcun danno.
Parte delle notizie di seguito riportate sono tratte dall'articolo: il bombardamento del 30 ottobre 1943 su Savona, di Giuseppe Milazzo, apparso sul n° 35 dei Quaderni Savonesi, pubblicato dall'ISREC della provincia di Savona.

## Il bombardamento
Il bombardamento, a cui presero parte 156 aerei Anglo-americani, aveva lo scopo di rendere inservibile il porto di Savona e distruggere lo stabilimento dell'Ilva (l'Ilva e poi Italsider, è stata una delle maggiori aziende siderurgiche italiane del XX secolo) ed alcune altre officine, che si trovavano sul Prolungamento a Mare; si svolse tra le 11 e 47, quando suonò il preallarme aereo e le 13 e 32, quando echeggiarono le sirene del cessato allarme e causò 116 morti, centinaia di feriti e circa 3000 senzatetto.
Era una bella giornata soleggiata e gli abitanti dei quartieri intorno al porto, i più colpiti dall'incursione, erano intenti, come ogni giorno, alle loro occupazioni, mentre le donne erano in casa a preparare il pranzo per mariti e figli. Quando la popolazione udì le sirene si recò nei rifugi per porsi in salvo. Quel giorno però il preallarme era stato dato con un certo anticipo, e, dato che, dopo alcuni minuti non era ancora avvenuto niente, una parte di coloro che si erano recati nei rifugi pensò che fosse un “falso allarme” e quindi i bombardieri non sarebbero più arrivati; per cui uscirono anzitempo dai rifugi, senza attendere il suono delle sirene del cessato allarme e si trovarono in strada o all'interno di uffici e abitazioni, quando all'improvviso comparvero gli aerei anglo-americani. I velivoli cominciarono a sganciare le bombe, che, in minima parte colpirono gli obiettivi, e, per la maggior parte, caddero sulle case costruite nelle vicinanze, crollarono o furono danneggiati alcuni fabbricati del centro storico con un terribile numero finale delle vittime che si poté completare solo alcune settimane dopo, terminato lo sgombero delle macerie: 116 morti e alcune centinaia di feriti.

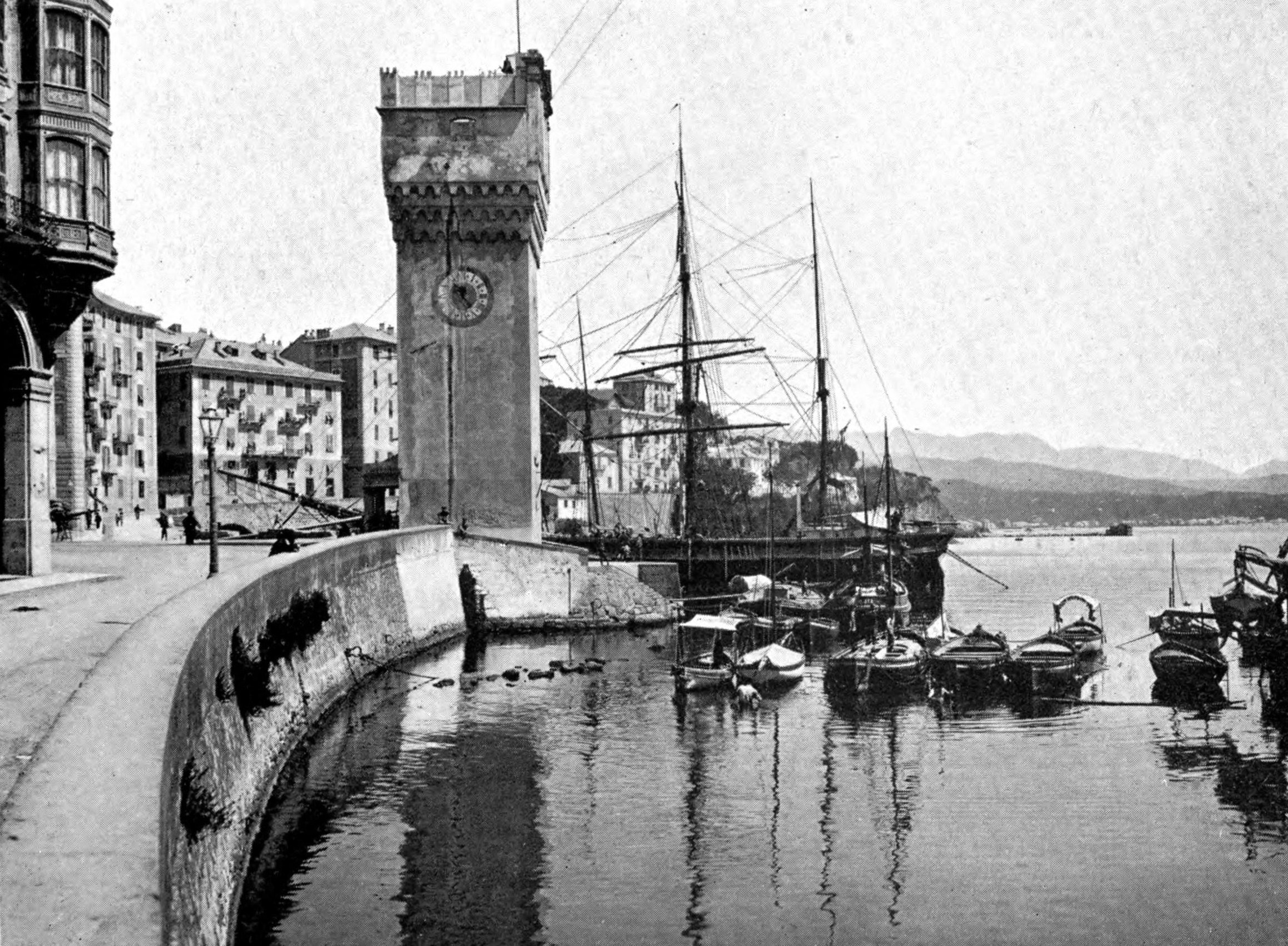
Calata Pietro Sbarbaro e torre Leon Pancaldo prima del 1905

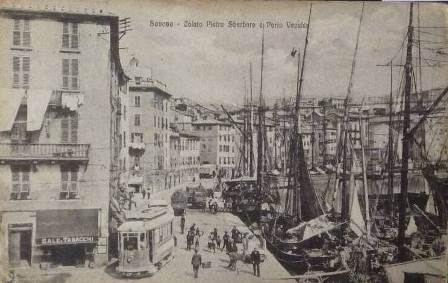
Calata Pietro Sbarbaro e vecchia darsena, verso il 1915

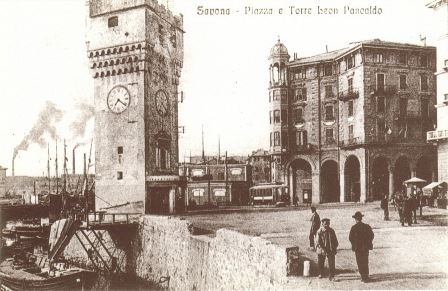
torre Leon Pancaldo, calata Sbarbaro e inizio di via Paleocopa, con sullo sfondo le ciminiere dell'ILVA, nel 1920

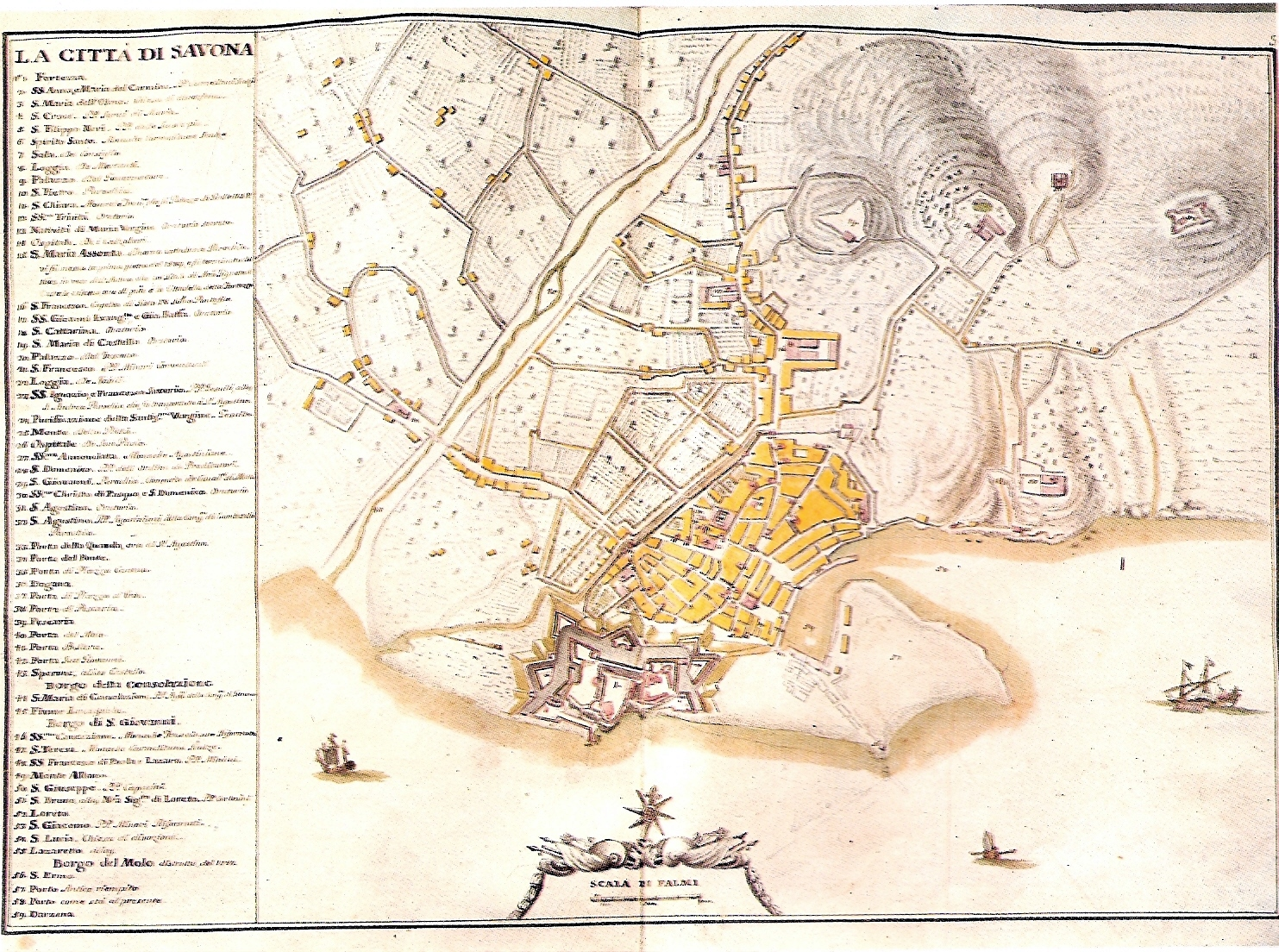
Savona nel 1773

## I commenti della stampa locale ed i funerali delle vittime
Il 3 novembre sulla Gazzetta di Savona apparve un articolo con il seguente titolo:
La tragica incursione nemica sulla nostra città
"Ancora una volta la barbara furia del nemico si è abbattuta sui quartieri della nostra città, seminando vittime e danni. Il vecchio quartiere del porto ha subito un feroce bombardamento che ha posto nel lutto e nell'indigenza oltre mille persone, vittime della ferocia di un nemico senza coscienza. La furia devastatrice dei <<liberatori>> ha colpito duramente la nostra gente al solo scopo di fiaccarla nella sua testarda resistenza; ha seminato con le vittime e con le macerie il lutto nei nostri casolari. Tutta la città si è commossa [...]"
 L'articolo propagandistico continuava elogiando le autorità e tutta la cittadinanza che era intervenuta per prestare i primi soccorsi, seguiva poi l'elenco dei provvedimenti per la sicurezza e per l'organizzazione degli aiuti ai senzatetto e infine un elenco di vittime estratte dalle macerie.
Il giornalista metteva in evidenza la volontà degli alleati di abbassare la capacità di resistere della popolazione.
I funerali delle prime vittime rinvenute (erano 32), si erano tenuti in forma solenne il 1º novembre 1943; il triste corteo era partito dalla piazza del Municipio e aveva raggiunto l'Oratorio del Cristo Risorto, dove era stata allestita la camera ardente.

## Le irreparabili perdite
Il cuore della città medioevale, con le sue tre piazze, dove per secoli si era svolta la vita pubblica della città e attorno alle quali ruotava il commercio e l'artigianato di Savona rimase in gran parte intatto e fu fatto demolire solamente nel dopoguerra:
1. Piazza Colombo, aveva una superficie di 960 metri quadrati ed esisteva già nel XIII secolo, come testimonia un atto del 19 giugno 1245 che attesta che la nave Meliorata fu costruita davanti alla casa di Colombo e la piazza portò questo nome negli atti del secolo successivo e continuò a portare questo nome sino al 1530, anno in cui la si trova così denominata in un atto del notaio savonese Lorenzo Cancellieri. Ma nel 1537 era denominata piazza della Canapa; il nuovo nome era dovuto al fatto che in quella piazza avveniva il commercio della canapa importata a Savona dal basso Piemonte. Alla fine dell'Ottocento in quella piazza vi era una statua della Madonna della Misericordia, un affresco del Cristo risorgente dalla tomba ( L'affresco con il cristo sorgente dalla tomba, o "Cristo di Pietà" era un simbolo che "marcava" gli edifici di proprietà del "Monte di Pietà") con a lato due medaglioni, uno con l'effigie dell'imperatore romano, Publio Elvio Pertinace, ed il secondo con l'effigie di Cristoforo Colombo[2].
2. Piazza delle Erbe, fu sempre denominata con questo nome, anche se in qualche documento era indicata come piazza d'Armi, ma dopo la conquista genovese di Savona, del 1542[3], fu denominata piazza Doria, nome che fu adoperato sino all'Ottocento anche se la piazza, all'inizio del seicento, era stata denominata piazza imperiale o dei governatori, e dopo la conquista francese, all'inizio dell'Ottocento, piazza della Mairia (dal francese Mairie, sede dell'amministrazione comunale) o del Comune, nome che tenne sino al 1860. Ma il nome prevalente era sempre stato delle erbe o del mercato, perché in quella piazza vi si erano sempre radunati i contadini che venivano a vendere i loro prodotti in città. Sulla piazza che misurava 35 metri per 18 si affacciavano l'ex palazzo di Giustizia e palazzo Gavotti, così denominato perché, dal 1744 era divenuto proprietà della nobile famiglia savonese.
3. Piazza Caricamento era conosciuta anche coi nomi di piazza dei pesci o della pescheria, perché era il luogo dove i pescatori portavano il pescato, dopo averlo scaricato in banchina; la piazza era già citata in un atto del 1259, in veniva detta “Platea ante piscariam” (piazza di fronte al mercato del pesce), infatti su questa piazza avevano i loro magazzini i commercianti di pesce e gli armatori; la piazza di 1620 metri quadrati, sino al 1840 circa, nel centro aveva una lastra di pietra per il pesce “Clapea piscium”; dopo questa modifica, nella piazza, ogni giorno facevano sosta i carri dei contadini e dei negozianti, provenienti dai dintorni e dal basso Piemonte, che portavano le loro mercanzie da vendere in piazza delle Erbe e nelle vie vicine.

Tra gli edifici colpiti e distrutti:
- Fu colpito e crollò integralmente un isolato sito tra via Cassari, via Forni, e via Vacciuoli. Attualmente l'area è stata in parte ricostruita e in parte è occupata da una piazzetta.
- Un largo squarcio si aprì nel tessuto medievale con il crollo di alcuni edifici colpiti siti tra via Pia, via Orefici, via dei Berrettai, nel tratto antistante l'antico Palazzo detto di S.Chiara, l'area fu in parte riedificata, nel tratto a monte fu costruito un palazzo nell'immediato dopoguerra mentre, nel tratto a mare, si dovette attendere fin quasi alla fine del XX secolo perché l'area di crollo fosse occupata da un nuovo fabbricato. Un'ampia rampa connette ora via Orefici a via Pia.
- Fu completamente distrutto un edificio sito in via Lavagna, strada che collega via Pietro Giuria a via Untoria, ora a ponente del Civico Mercato, area in cui tuttora sono evidenti i ruderi dei fabbricati distrutti da questo bombardamento ed ancora in attesa di essere riedificata.
- Fu colpito e distrutto un fabbricato prospiciente Piazza Caricamento e via Pietro Giuria, compreso tra le allora via Pescheria e via Salineri, piccola parte dell'area attualmente occupata dal piazzale antistante la Torre del Brandale, creatasi con la demolizione postbellica di tutto il quartiere circostante.
- Fu distrutto un tratto di case a schiera medievali comprese tra via Quarda inferiore e via Scaria Superiore, area completamente demolita nel secondo dopoguerra, sita all'incirca di fronte alla Torre dei Ghibellini, piazzetta Salineri, attuale sede della Camera di Commercio.
- Fu colpito e danneggiato l'edificio del mercato civico coperto, in via Pietro Giuria, costruito sull'area della preesistente Piazza Mazzini negli anni 1924-25. Solo un'ala di questo edificio era crollata e avrebbe potuto essere recuperato. Si scelse invece di demolirlo completamente e costruire l'attuale.
- Furono distrutti i Bagni Wanda, al Prolungamento a Mare, che sorgevano accanto alle officine, “Servettaz & Basevi”, obiettivo del bombardamento alleato; l'edificio, in muratura era sorto, nel 1901, e l'anno seguente, il proprietario, il cav. Ettore Anselmo, aveva fatto erigere un Café chantant, dove si rappresentavano operette e spettacoli di rivista, che, sino al 1932, fu il protagonista assoluto della Belle Époque savonese.
- Fu distrutta la Casa del Balilla al Prolungamento al Mare, costruita sui bastioni esterni della fortezza del “Priamar”, prospiciente il piazzale Eroe dei due mondi. Era stata inaugurata il 14 maggio 1933, da Renato Ricci, sottosegretario al ministero dell'educazione nazionale ed era la sede dell'Opera Nazionale Balilla.
- Subirono sicuramente danni gli impianti industriali dell'Ilva e strutture collaterali allo scalo portuale. Difficile stabilire quali e in che entità, in quanto queste aree furono oggetto di bombardamenti ripetuti anche negli anni seguenti. Le aree portuali, banchine, magazzeni, gru, furono infine in gran parte minate e fatte brillare dalle truppe tedesche di occupazione nel 1944-45.

Contrariamente a quanto ritenuto, non subì alcun danno il palazzo sede Provinciale delle Corporazioni (Camera di Commercio) sulla Calata Pietro Sbarbaro accanto alla Torretta (Torre Leon Pancaldo), inaugurato nel 1926, ricavato dall'innalzamento dell'edificio della Dogana, aveva diverse sale dipinte in stile raffaellesco. L'edificio appare intatto in immagini fotografiche e cinematografiche databili al successivo anno 1944.
Subirono lievi danni la chiesa di san Filippo Neri, costruita tra il 1650 ed il 1663, e l'adiacente edificio scolastico dei Padri scolopi di via Riario. La chiesa nelle cronache dell'Ottocento, veniva così descritta:<<Non è molto grande, ma è bella e adorna di stucchi, dorature pitture e marmi. Ha tre altari con balaustre pure in marmo, mentre la facciata è rifinita in stucchi>>. La pala sull'altare maggiore, raffigurante San Filippo Neri era stata realizzata dal pittore, Giuseppe Galeotti, mentre il coro era stato dipinto da Carlo Giuseppe Ratti;
Lievi danni anche all' ex collegio degli Scolopi in via Riario, (che inglobava il precedente edificio religioso) e che ospitava una scuola elementare, dato che i Padri Scolopi da alcuni decenni (dal 1905) si erano trasferiti nella villa di via Monturbano, poi ampliata, con i due nuovi corpi, tra il 1905 ed il 1907.
Sull'area occupata da questi due edifici, demoliti nel dopoguerra, è un'aiuola triangolare sita tra Corso Mazzini e via Pietro Giuria.
Non subì alcun danno il trecentesco ex palazzo di Giustizia, la cui costruzione era stata iniziata, nel 1303, dal podestà della città, il genovese, Bonifacio di Savignone, e portata a termine in circa 20 anni e che sino al 1606 era stato il palazzo di Giustizia, poi, sino al 1797 palazzo del Governatore, sino al 1860 palazzo del Comune, sino al 1913 palazzo del Regio Liceo e, all'epoca, ospitava la scuola elementare femminile, Davide Carminati. La costruzione alta circa 22 metri su una superficie di 379 metri quadrati, di forma quadrangolare, era ricoperta da lastre di ardesia e la facciata principale, larga 17 metri, presentava un loggiato costituito da 4 grandi archi ogivali in pietra e si affacciava su piazza delle Erbe. Fu demolito nel dopoguerra.

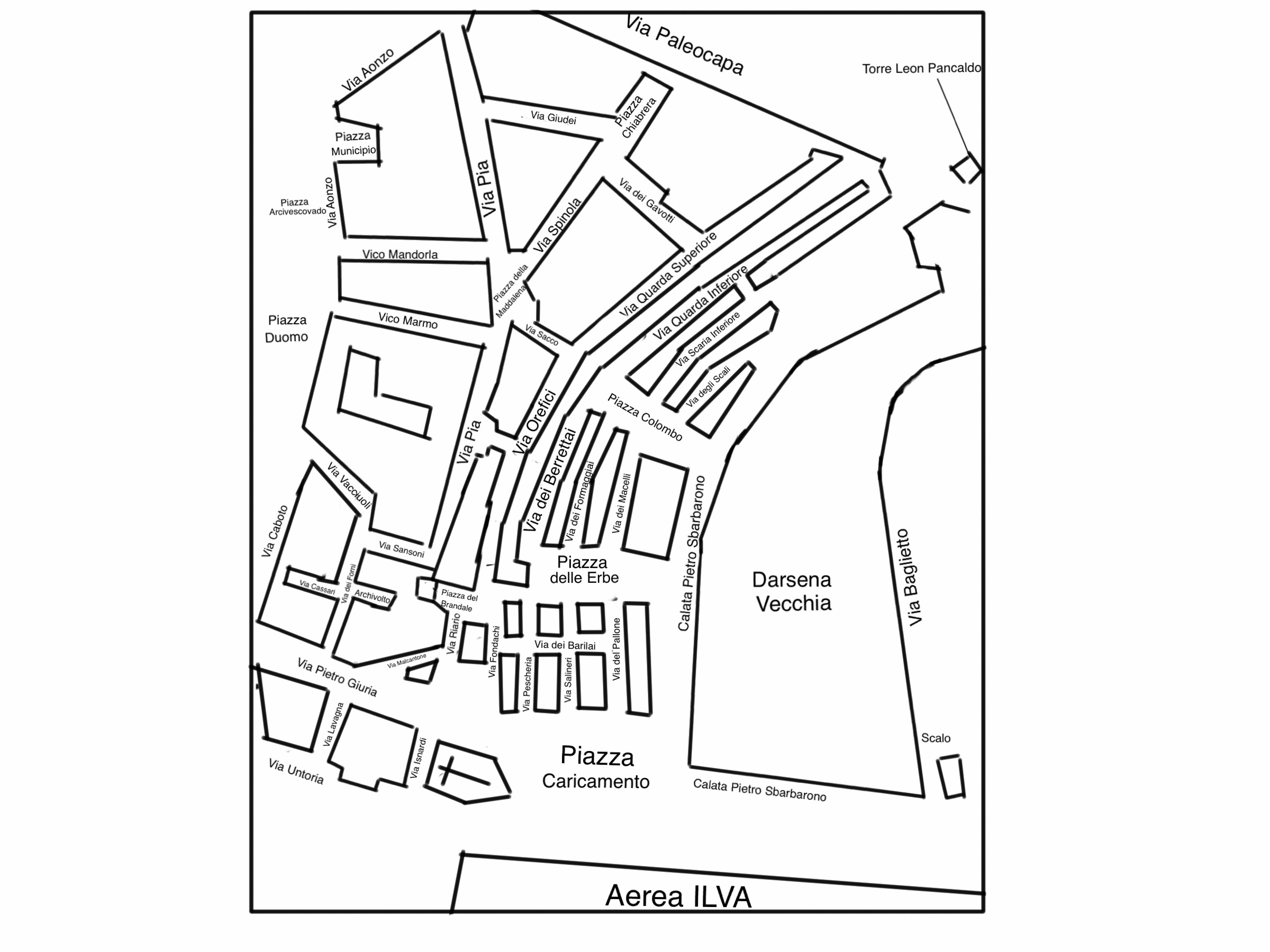
Schizzo del centro storico, nel 1943.

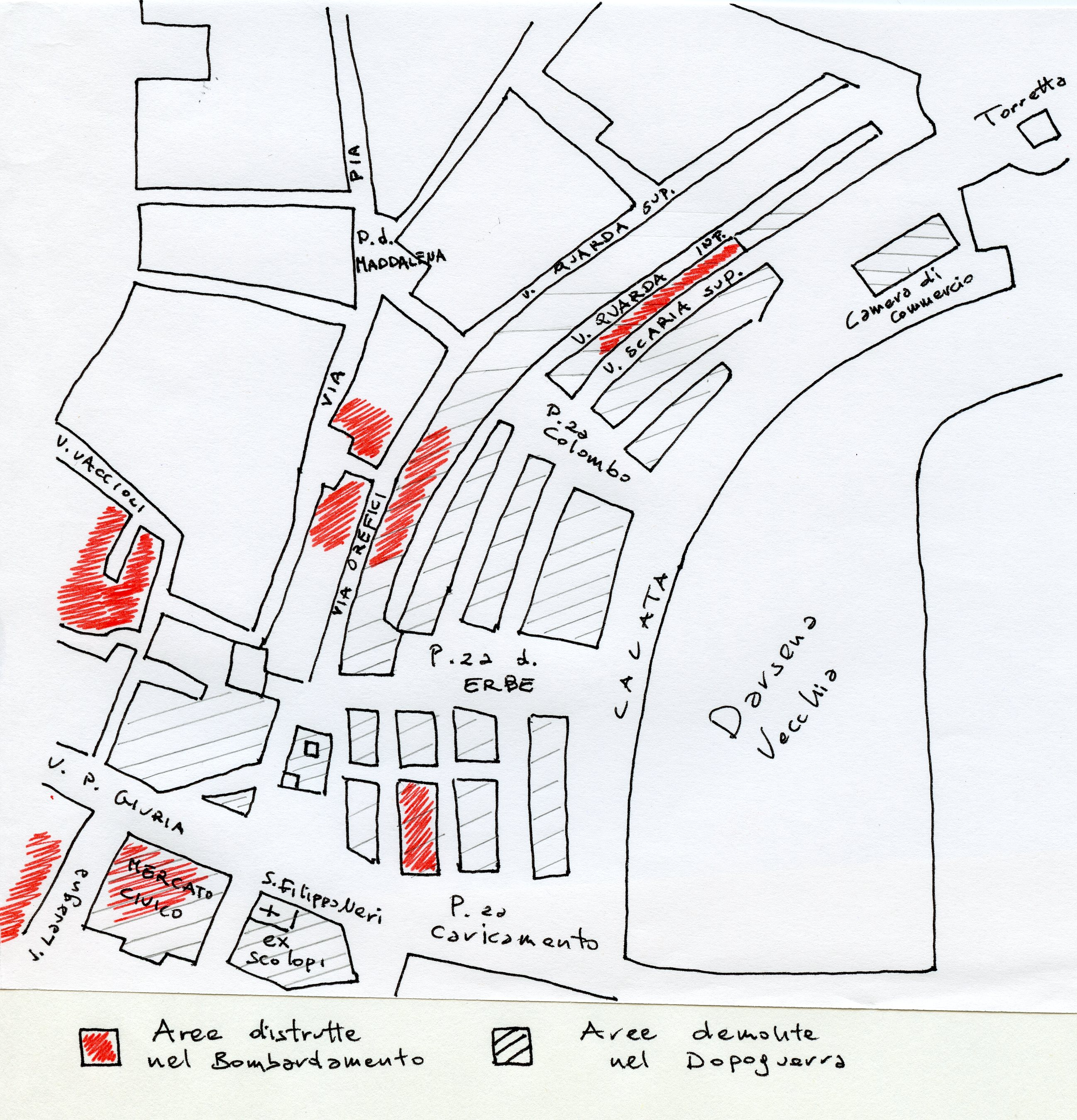
Centro Storico prebellico, aree colpite dal bombardamento e aree demolite nel dopoguerra

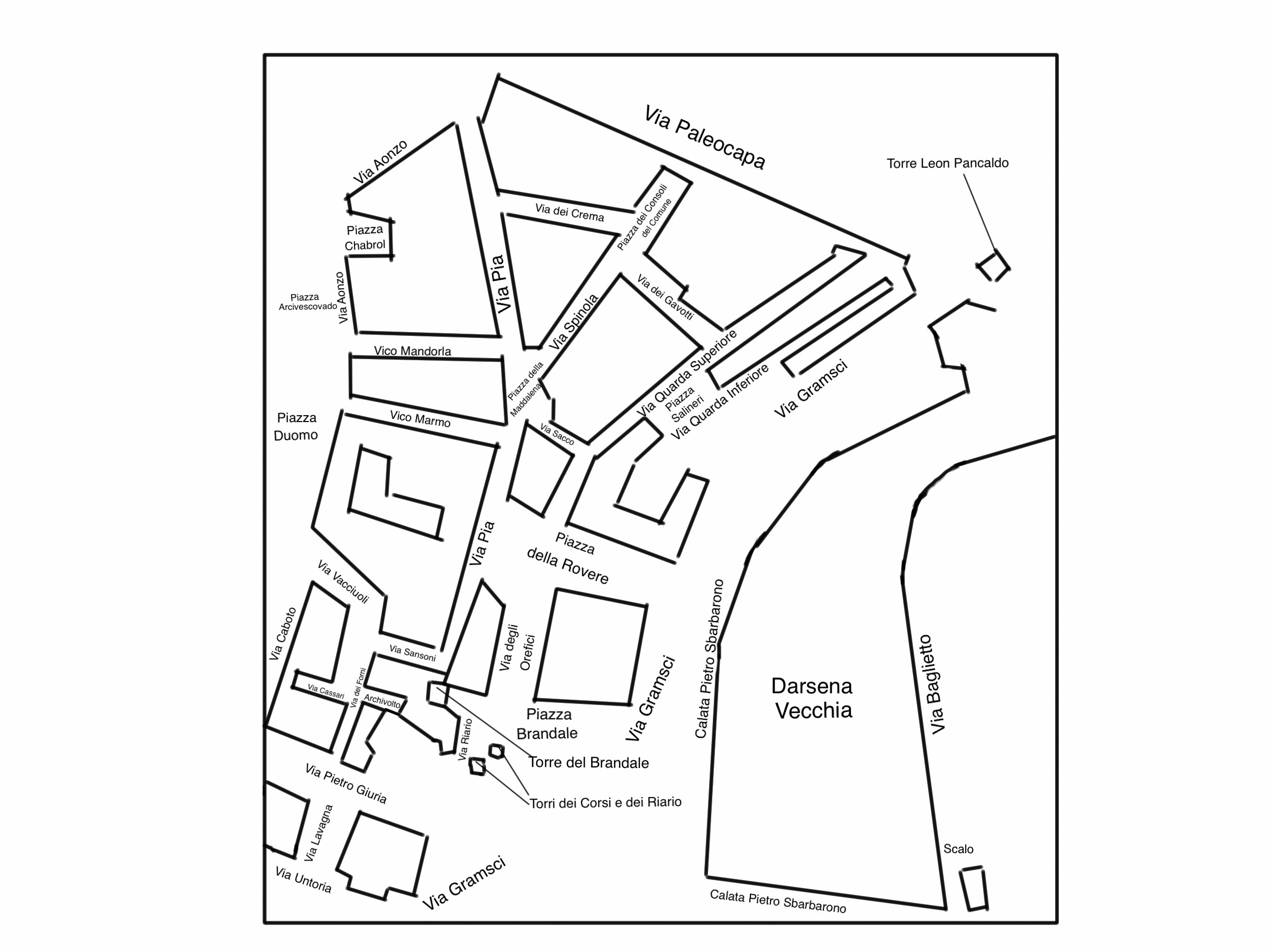
Schizzo del centro storico, dopo il 1956.

## La ricostruzione
Al posto delle case che si affacciavano sulla calata Pietro Sbarbaro, che fungeva anche da strada, per rendere più comoda la circolazione dei veicoli, fu deciso di fare una sede stradale che non passava più sulla calata, e fu deciso di non recuperare nessuno dei vecchi edifici.
Un progetto simile era già stato elaborato in epoca fascista ma, a causa della guerra, non ne era stata avviata la realizzazione. Il disegno prevedeva un viale alberato che non fu realizzato.
Furono invece erette, tra il 1951 ed il 1956, nuove abitazioni, secondo il giudizio dell'epoca: "più consone alla vita moderna (più igieniche, meno umide e meglio illuminate dai raggi solari)" ma non furono salvaguardati edifici di importanza storica; si salvarono dalla demolizione solamente le torri dei Corsi e dei Riario che oggi si trovano sulla piazza Brandale, prima delle demolizioni in gran parte inglobate entro vecchi edifici. Fu ricostruito nell'immediato dopoguerra il mercato civico.

## Le vittime
L'elenco riporta i nomi delle vittime citati dalla Gazzetta di Savona in sette articoli pubblicati tra il 3 novembre 1943 ed il 4 dicembre di quello stesso anno, che ammontavano a 110, ma il giornalista, nel suo ultimo articolo, precisava che il numero dei morti era di 115, senza precisare i 5 nomi mancanti. Gli ultimi sei nomi dell'elenco (dal 111 al 116) sono riportati nel volume “Bombe su Savona”, pubblicato nel 1995, di Nanni De Marco.
I morti a causa del bombardamento di quel giorno furono senz'altro di più, in quanto non vengono elencati tutti coloro che persero la vita, nelle settimane e nei mesi successivi, causa i traumi e le ferite riportati durante quel tragico avvenimento.
Questo l'elenco delle 116 vittime:
1. Parodi Domenica di anni 35
2. Moretti Giovanni Battista di anni 75
3. Costantino Giovanni di anni 60
4. Parodini Luigi di anni 35
5. Martini Aldo di anni 28
6. Cavallero Eugenio di anni 43
7. Martellacci Pietro di anni 63
8. Bosio Luigi di anni 21
9. Guidocciolu Antonio di anni 44
10. Soluri Marianna di anni 42
11. Cesario Angela di anni 17
12. Cesario Luigi di anni 6
13. Cesario Emanuele di anni 13
14. Salvo Bartolomeo di anni 55
15. Frittoli Amleto di anni 41
16. Restelli Salvatore di anni 53
17. Fiorito Maria di anni 14
18. Allasia Beatrice di anni 33
19. Filippi Caterina di anni 34
20. Murialdo Luigia anni 39
21. Rulfi Gioconda di anni 17
22. Mirengo Pierina di anni 43
23. Cassinello Giovanni Battista di anni 39
24. Tata Mario di anni 39
25. Tata Armando di anni 42
26. Lugaro Gabriella di anni 17
27. Bulonic Gumbert, ufficiale tedesco
28. Muzio Nicolò di anni 19
29. Mamberto Maria di anni 37
30. Bertone Luisa Stefania di anni 48
31. Sale Giovanni Andrea Antonio di anni 12
32. Donesana Pietro Antonio di anni 37
33. Lottero Maria Adriana di anni 19
34. Alluigi Aldo di anni 30
35. Federici Anna Ottavia Antonietta di anni 74
36. Accinelli Giocondo Giambattista di anni 51
37. Curti Francesco Giuseppe di anni 57
38. Cesario Emanuele di anni 73
39. Bolla Angiola Giovanna Caterina di anni 61
40. Buffa Margherita anni 36
41. Isetta Maddalena Caterina Anna di anni 42
42. Berni Giovanna Marietta Assunta di anni 47
43. Miffon Enrico di anni 60
44. Pia Teresa Angela di anni 40
45. Colloca Mattea di anni 43
46. Giusto Paolo Giobatta di anni 53
47. Toricelli Paola Pietra di anni 62
48. Trapman Angiolina Rosa Maria di anni 25
49. Trapman Gianpaolo di anni 3
50. De Benedetti Annita di anni 49
51. Silvestri Maddalena di anni 15
52. Baldessari Stefano di anni 68
53. Caboni Raimondo di anni 55
54. Venturino Mansueto Mario di anni 46
55. Assandri Donato Angelo di anni 53
56. Minozzi Adelee di anni 38
57. Martina Angela Maria di anni 50
58. Olivieri Sebastiano Giulio di anni 44
59. Gravano Emilio di anni 46
60. Ghibaudo Giovanni Bernardo anni 58
61. Raina Giulio Cesare di anni 32
62. De Maestri Maria Ida Rosa di anni 55
63. Porta Giuseppina di anni 39
64. Sambarino Carlo di anni 28
65. Bacchioni Argia di anni 33
66. Lingua Alice di anni 4
67. Varaldo Giuseppe Domenico di anni 54
68. Podestà Metilde Maria di anni 52
69. Pezza Aldo di anni 31
70. Martino Rosa Eugenia anni 45
71. Pugnetti Maria Pierina Rosa di anni 21
72. Martino Margherita di anni 42
73. Rosa Arturo Cesare Matteo di anni 74
74. Rando Flavia di anni 43
75. Rando Giuseppa di anni 33
76. Ferri Guido di anni 81
77. Cirone Angelo di anni 4
78. De Salvo Maria Isabella Giuseppina di anni 45
79. Araldi Maria di anni 53
80. Lottero Ettore Mario Arturo anni 28
81. Giusto Vincenzo di anni 50
82. Inzaghi Martina di anni 51
83. Giusto Teresa di anni 16
84. Spirito Anna Battista Maddalena di anni 59
85. Lottero Angela Maria Nicoletta di anni 33
86. Mollea Maria Teresa di anni 58
87. Lanza Carlo di anni 33
88. Zunino Caterina di anni 44
89. Patrone Mario Stefano di anni 14
90. Patrone Giuliano Raffaele di anni 16
91. Patrone Milena Caterina di anni 9
92. Scavino Teresa Francesca di anni 65
93. Curti Nicoletta di anni 45
94. Filippi Francesco Gioacchino di anni 36
95. Lottero Giuseppe Tommaso di anni 30
96. Minuto Giuseppe Giovanni Mario di anni 43
97. Tiglio Filomena di anni 71
98. Bessone Giovanni Franco di anni 21
99. Mazzoleni Dante Giovanni di anni 56
100. Patrone Luigi Giulio anni 18
101. Vercesi Angela Teresa anni 62
102. Prefumo Anna Agostina Battistina di anni 25
103. Gastaldi Michelina di anni 33
104. Giusti Vittoria di anni 8
105. Giusti Giovanni Davide di anni 6
106. Marra Carmelo di anni 46
107. Sacco Francesco Bernardo di anni 57
108. Testa Maria Vincenza di anni 45
109. Sacco Sergio Ignazio Lino di anni 13
110. Schellino Giuseppe di anni 57
111. Novelli Salvatore di anni 21
112. Pate Giuseppe di anni 33
113. Buffa Armando di anni 31
114. Ferrini Giovenale di anni 67
115. Campora Rosa di anni 47
116. Rizzoglio Francesco di anni 62

È prevista dal Comune di Savona la posa di una lapide ceramica a memoria delle vittime del bombardamento.

## Galleria Fotografica del quartiere prospiciente la darsena vecchia bombardato nel 1943

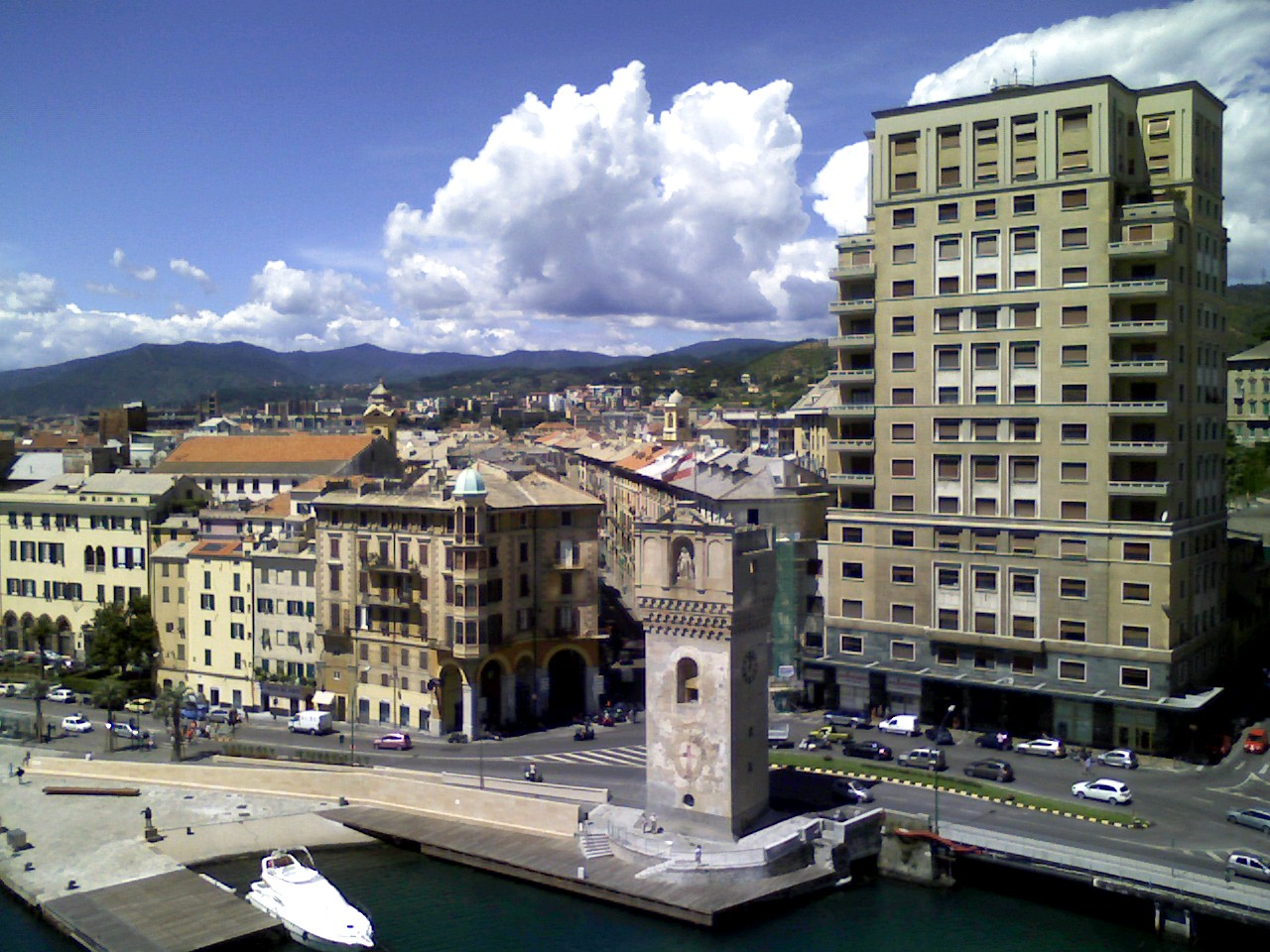
Il centro della città visto dal porto
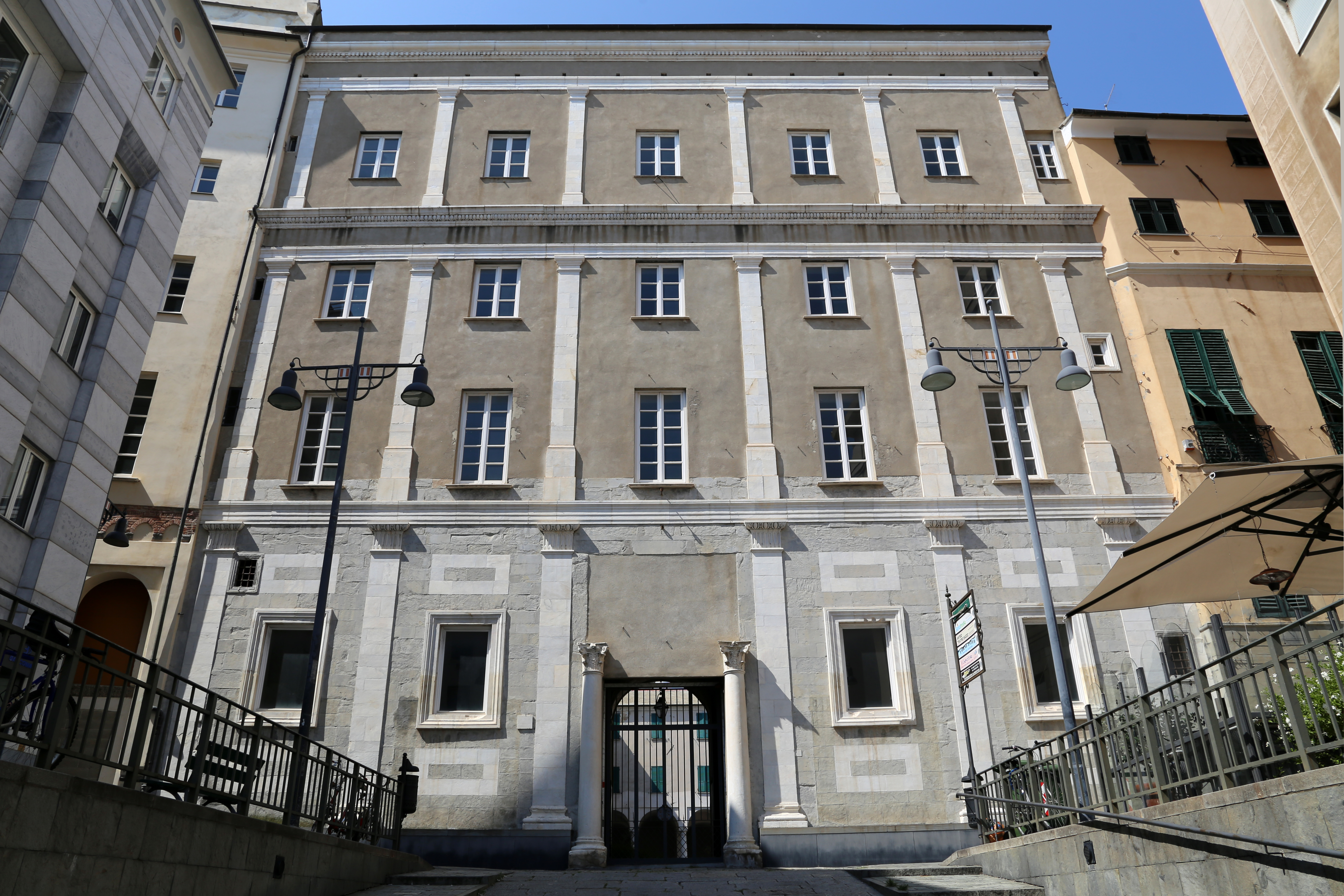
Palazzo Della Rovere
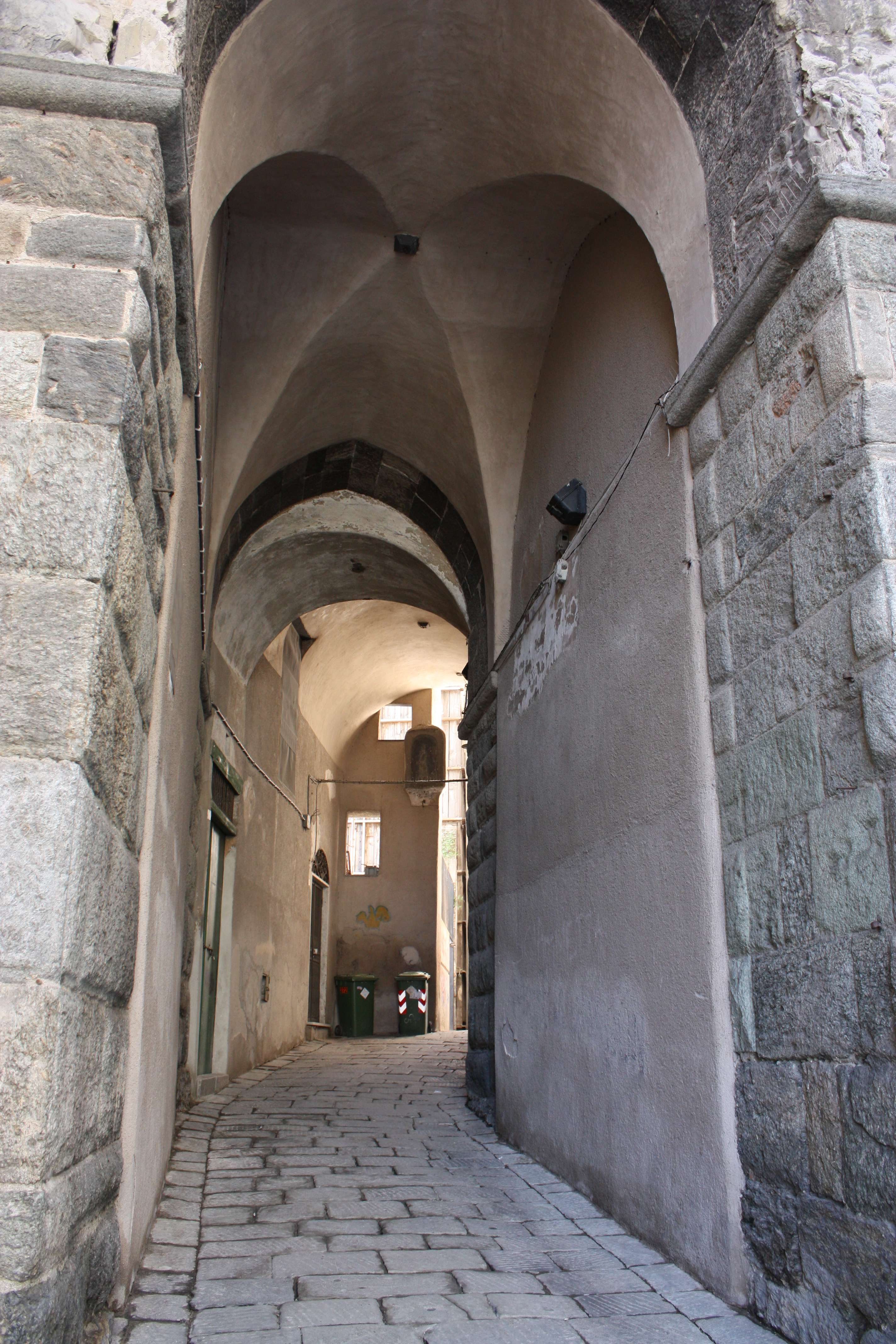
Volta sotto la torre del Brandale
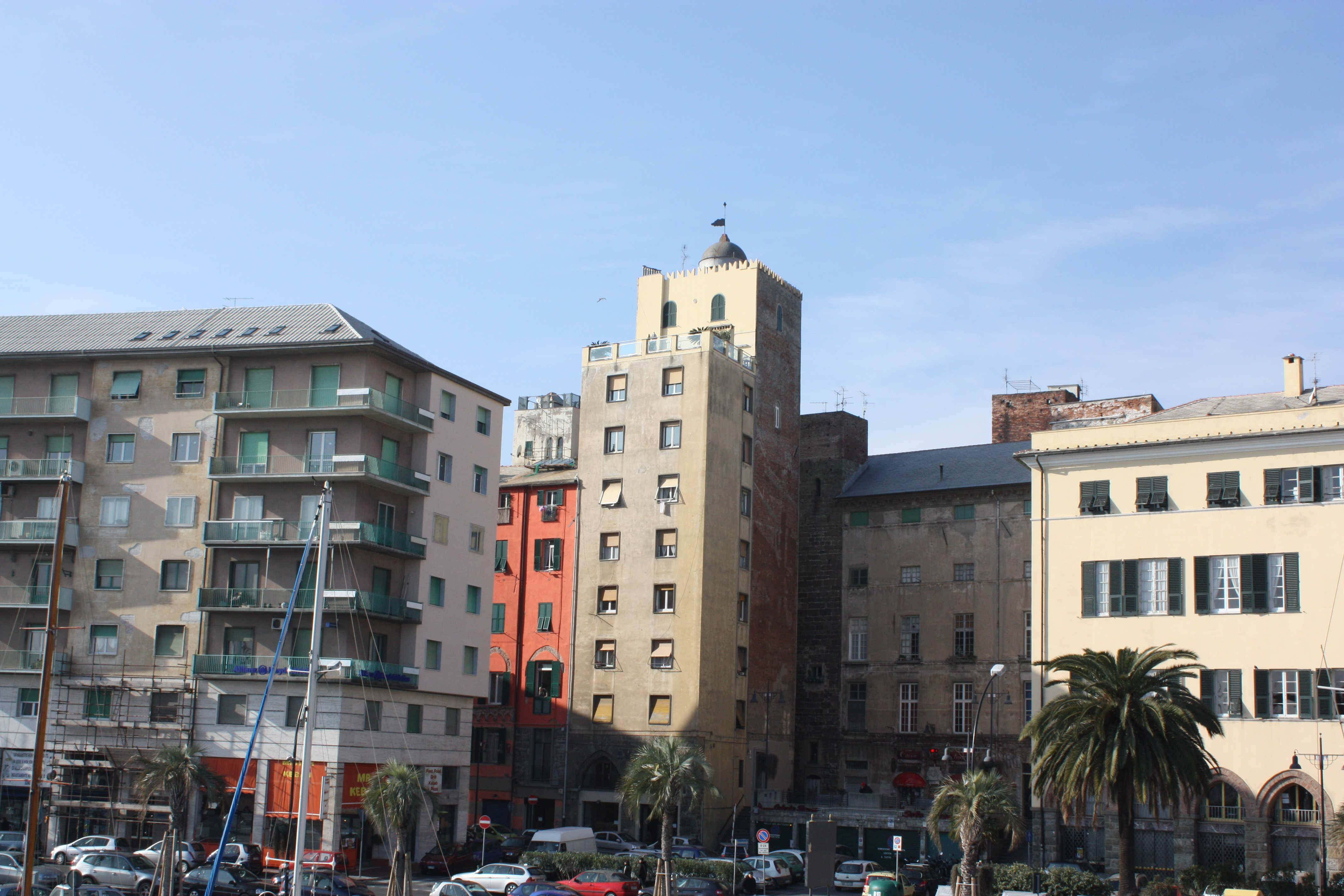
In primo piano via Gramsci e sullo sfondo via Quarda inferiore e piazza Salineri
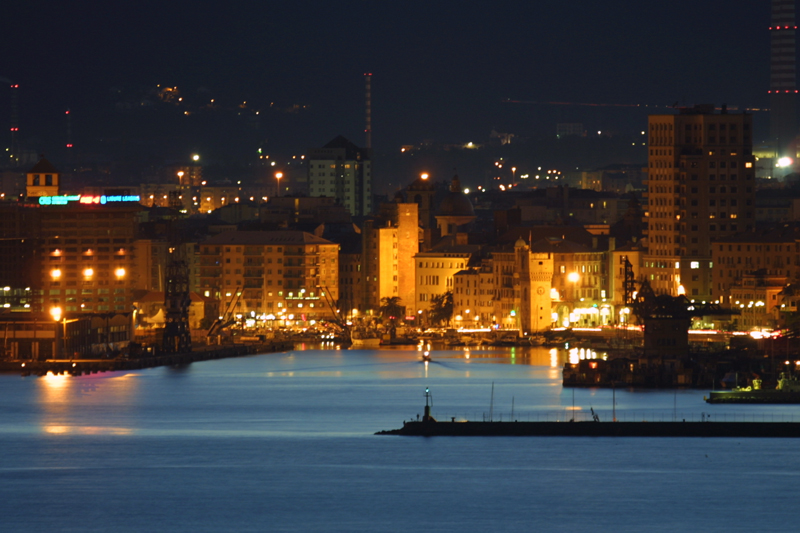
Via Gramsci di notte
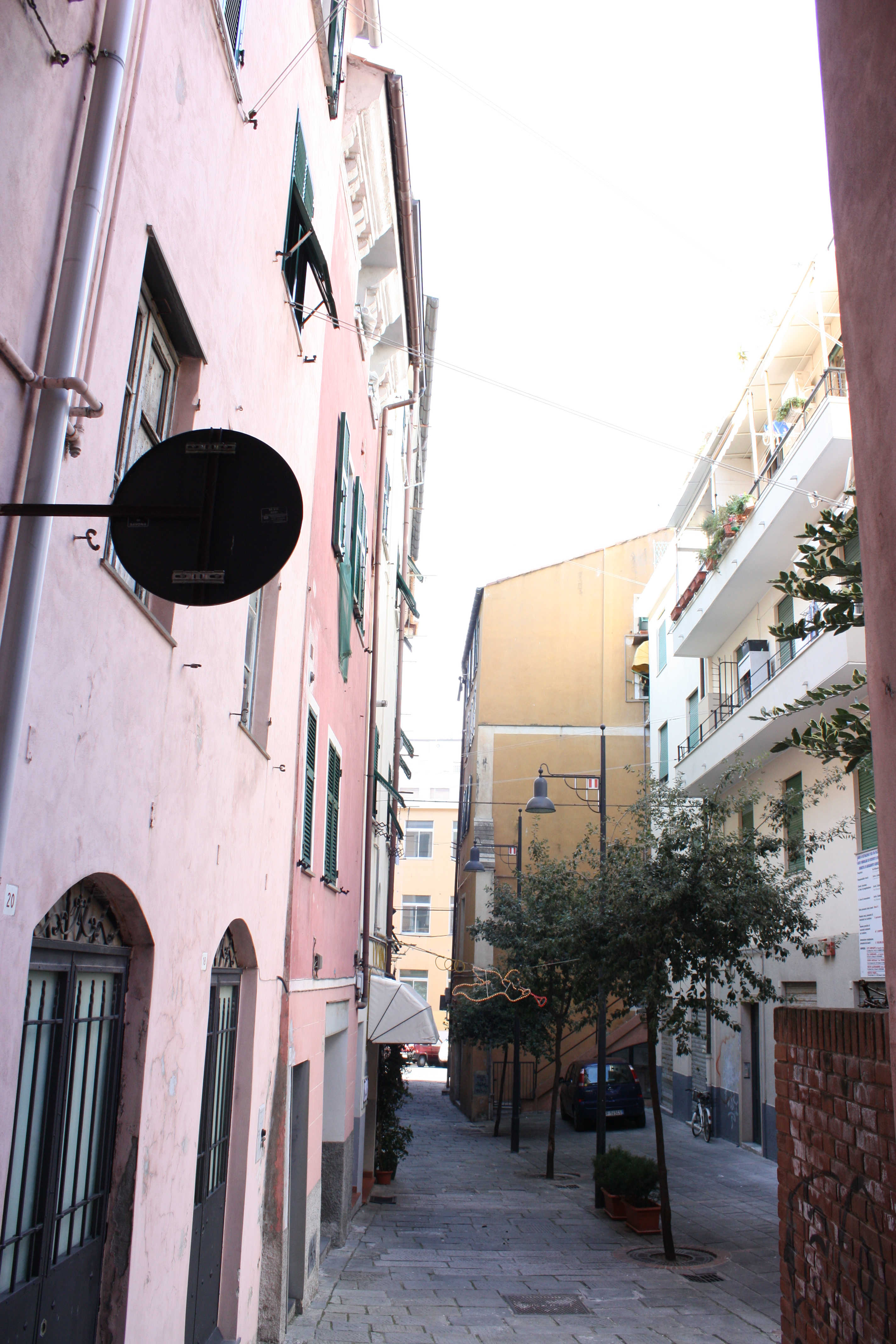
Via dei Cassari
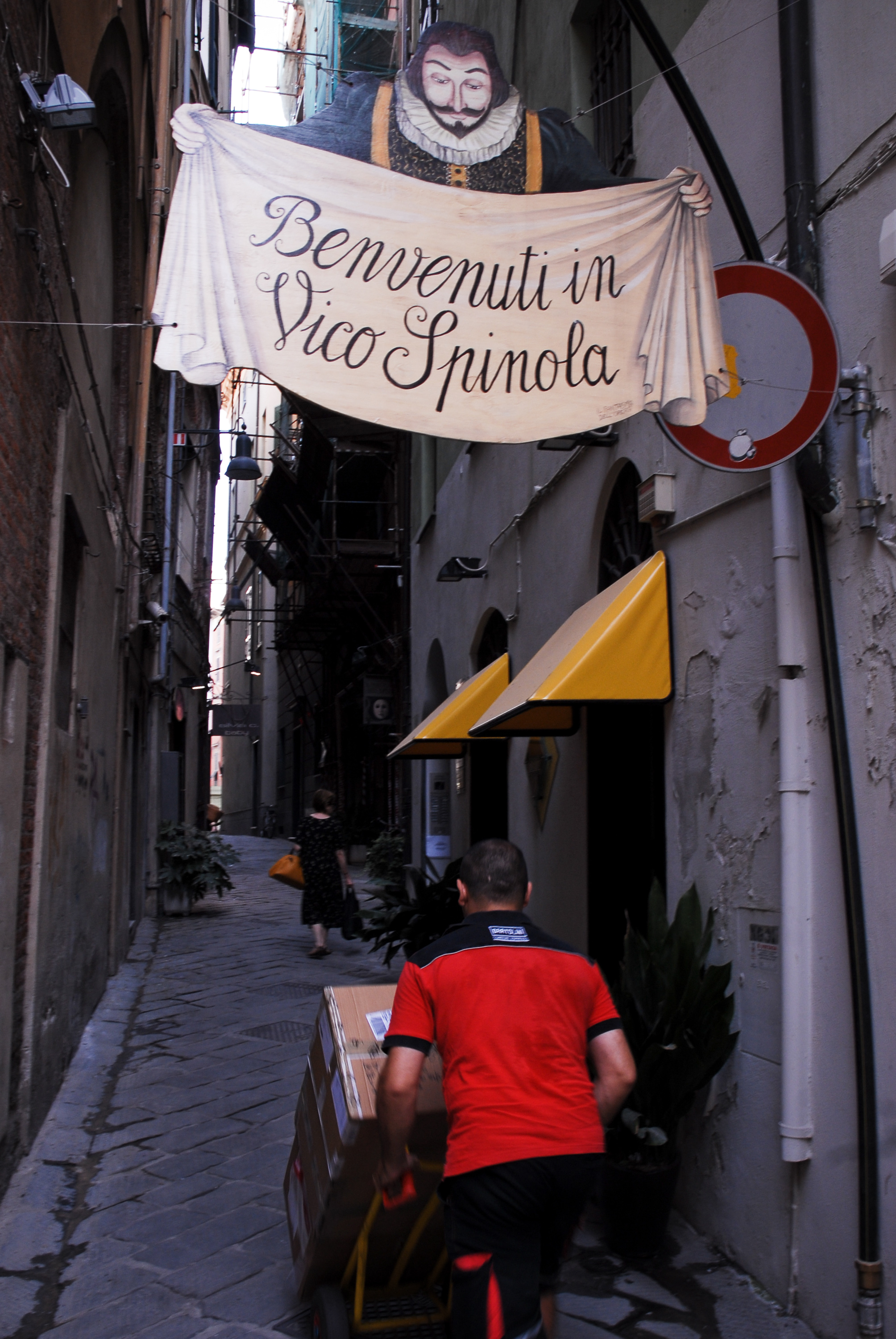
Via Francesco Spinola
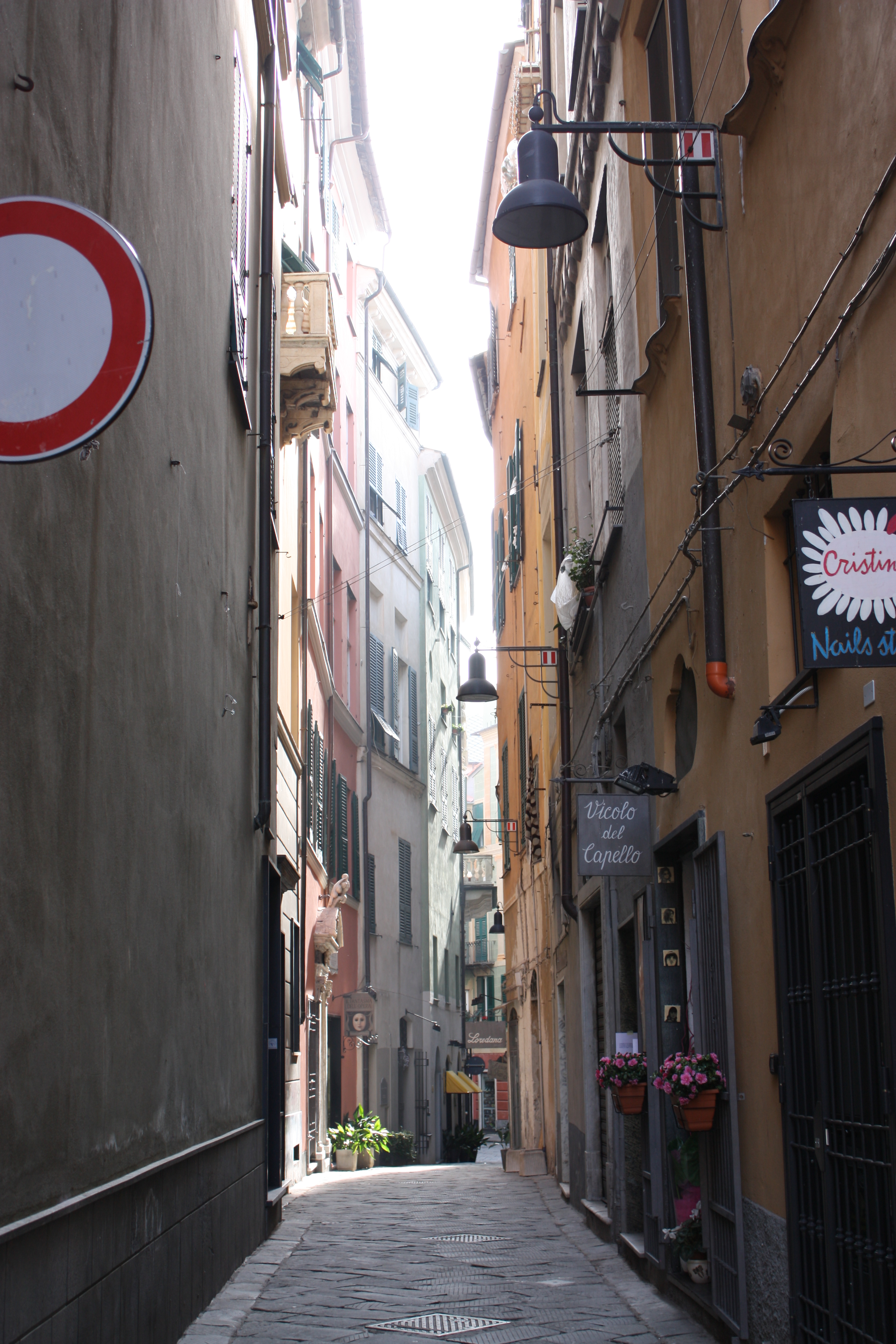
Via Francesco Spinola
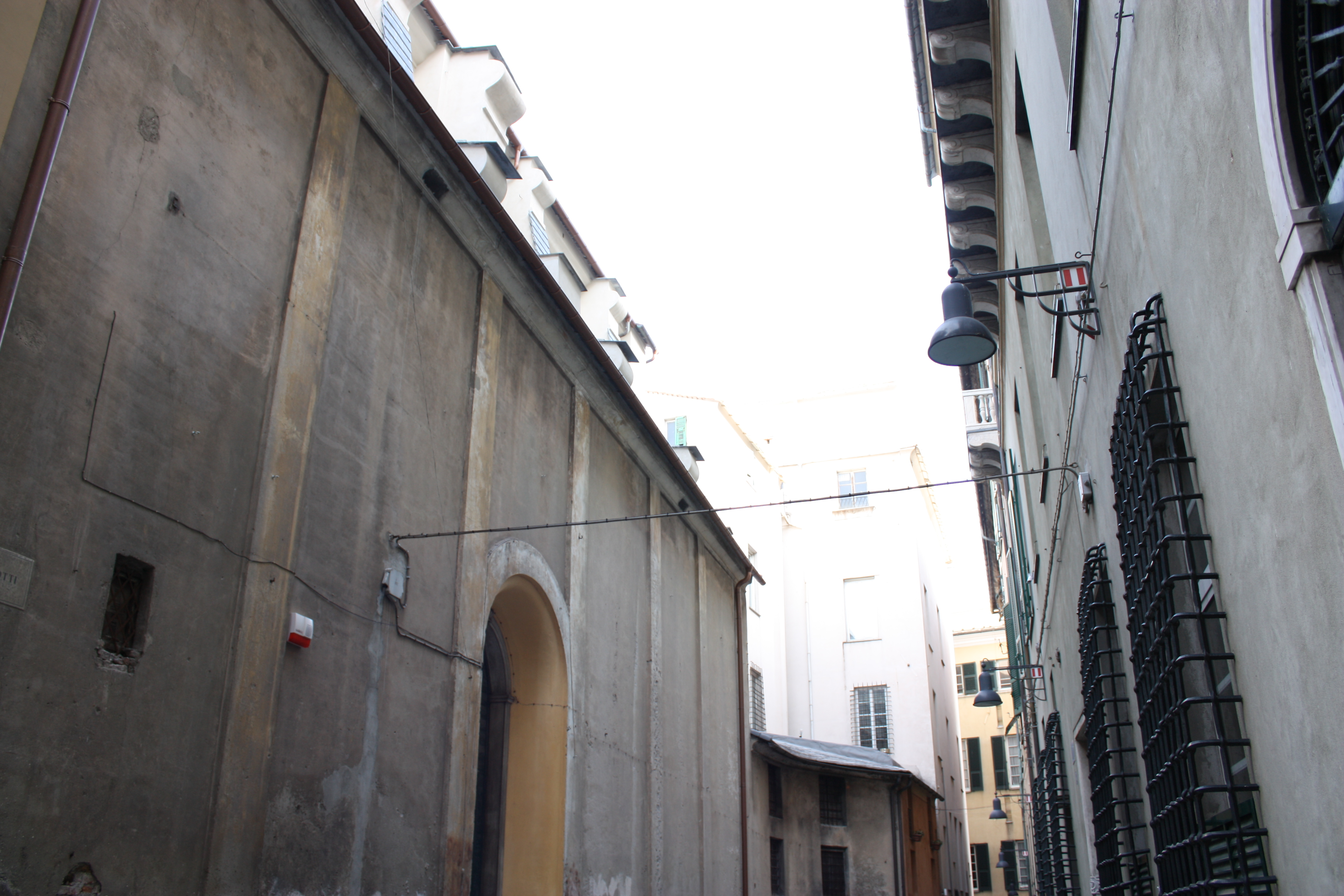
Via Gavotti
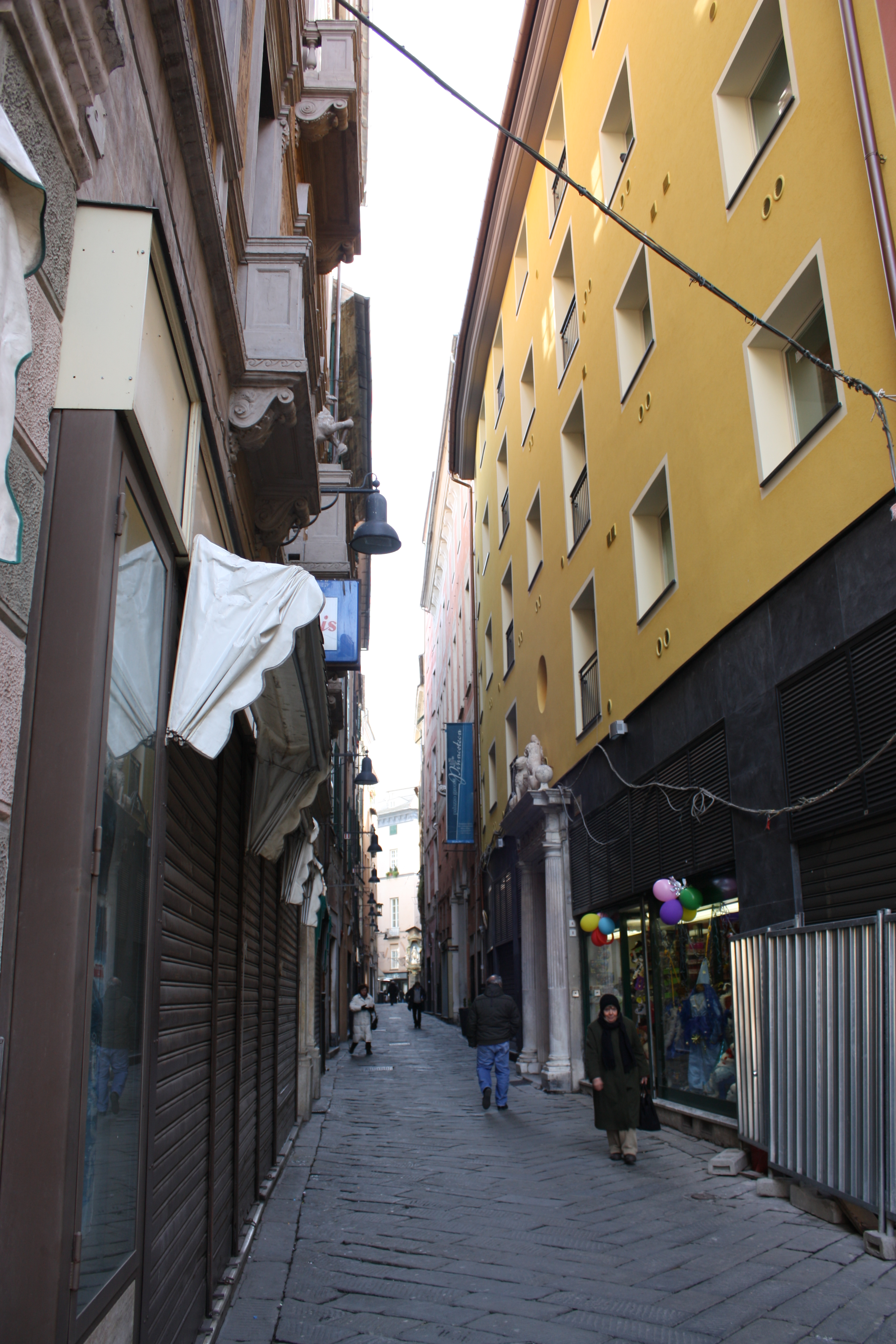
Via Pia
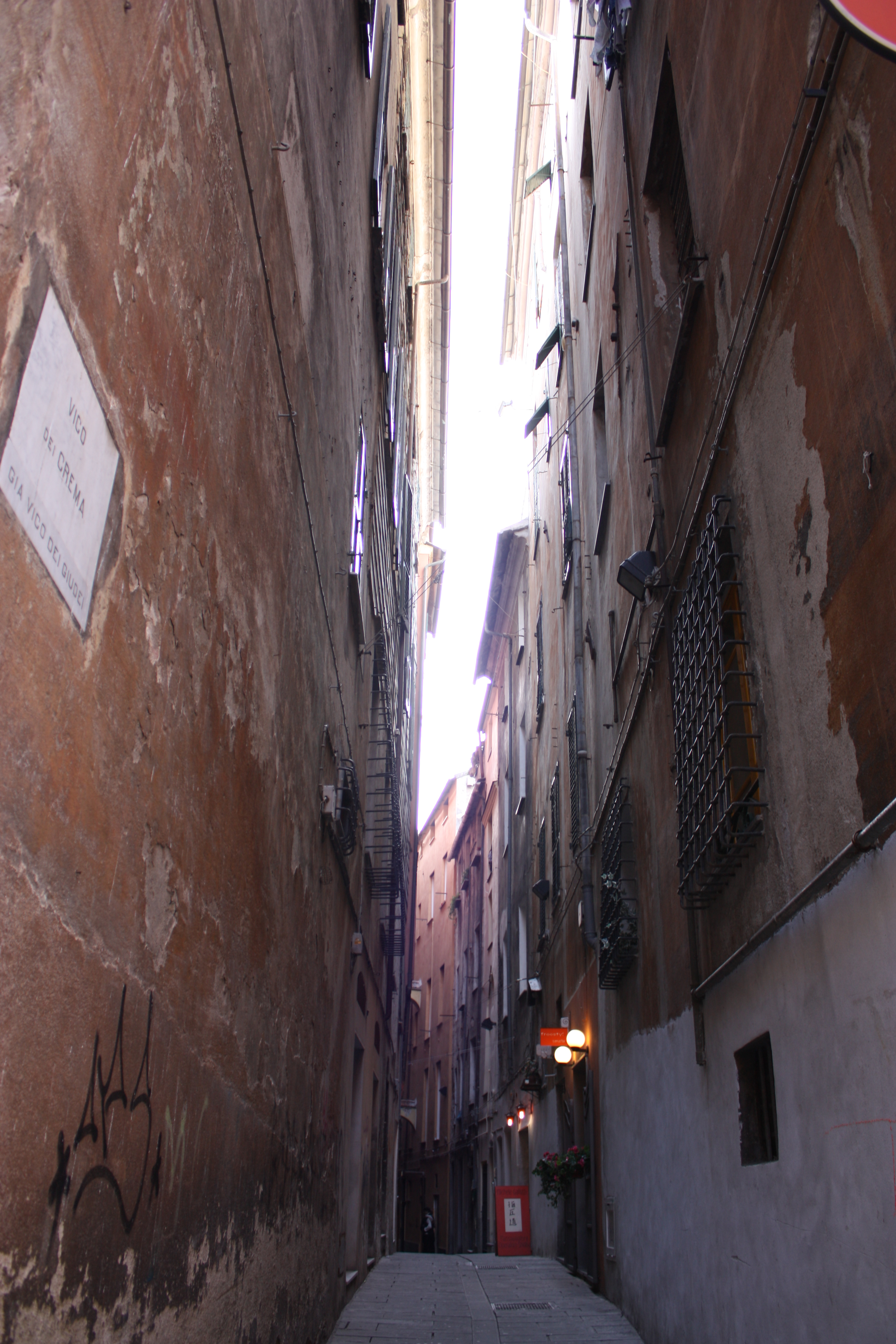
Vico dei Crema
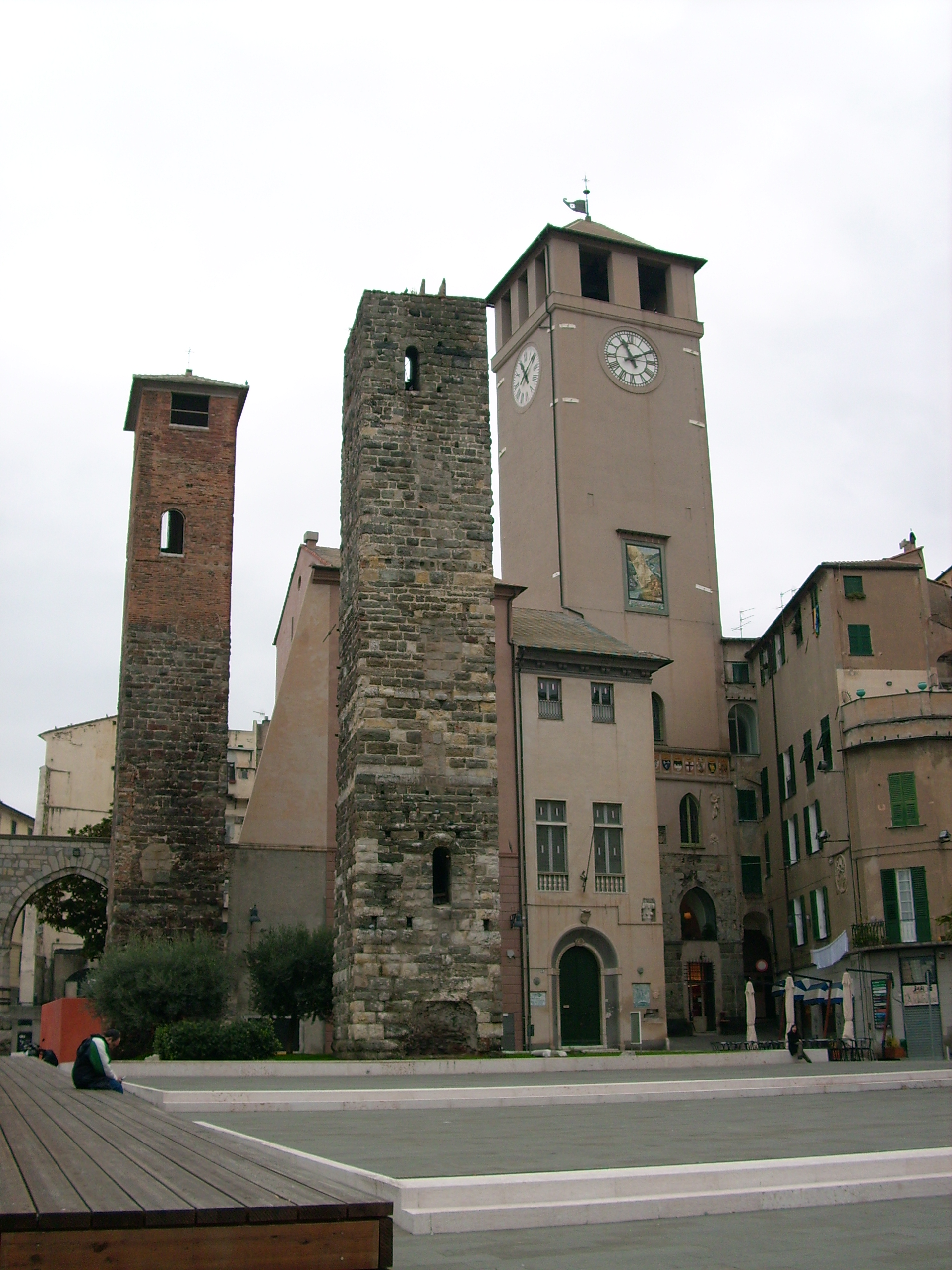
Piazza del Brandale con le torri dei Riario, dei Corsi e del Brandale